# 부시도 FC
부시도 FC(Bushido FC)는 1999년 일본 종합격투기 단체 K-1의 제휴단체로 K-1의 월드 맥스 , 월드 그랑프리 대회를 주최하고 있으며, 2007년까지는 K-1과 공동으로 히어로즈 때회를 개최해 오다가 2008년부터 단독으로 히어로즈 대회를 개최하고 있다.